# Lophocebus
Lophocèbes
Genre
Lophocebus est un genre de singes catarhiniens de la famille des cercopithécidés.

Il regroupe quelques espèces auparavant classées dans le genre Cercocebus, ce qui leur a donné les appellations de cercocèbes où mangabeys qu'ils conservent aujourd'hui bien qu'ils peuvent être appelés lophocèbes pour les distinguer des vraies cercocèbes. Ils sont en réalité proches des babouins.

## Classification
Liste des espèces actuelles selon ITIS et la troisième édition de Mammal Species of the World de 2005:
- Lophocebus albigena (Gray, 1850) - Lophocèbe à joues grises[3] ou Cercocèbe aux joues grises[4],[5] ou Mangabey aux joues grises[4], Cercocèbe à joues blanches[5] ou Mangabey aux joues blanches[4], Cercocèbe à gorges blanches[5].
- Lophocebus aterrimus (Oudemans, 1890) Lophocèbe noir[3] ou Cercocèbe noir[4],[5] ou Mangabey noir[4],[5]

La classification de MSW intègre toujours l'espèce Lophocebus opdenboschi qui a depuis été reclassée comme une sous-espèce de Lophocebus aterrimus.

Le Kipunji, décrit en 2005, a d'abord été attribué au genre Lophocebus, puis proposé comme unique représentant du nouveau genre Rungwecebus.

## Phylogénie
Le statut de ces espèces comme genre à part de Cercocebus a été confirmé par les analyses génétiques qui les placent auprès des babouins du Kipunji et du Gelada, tandis que le genre Cercocebus est au côté des Mandrills (Mandrillus),.